# Formule de Larmor
Ne doit pas être confondu avec précession de Larmor.

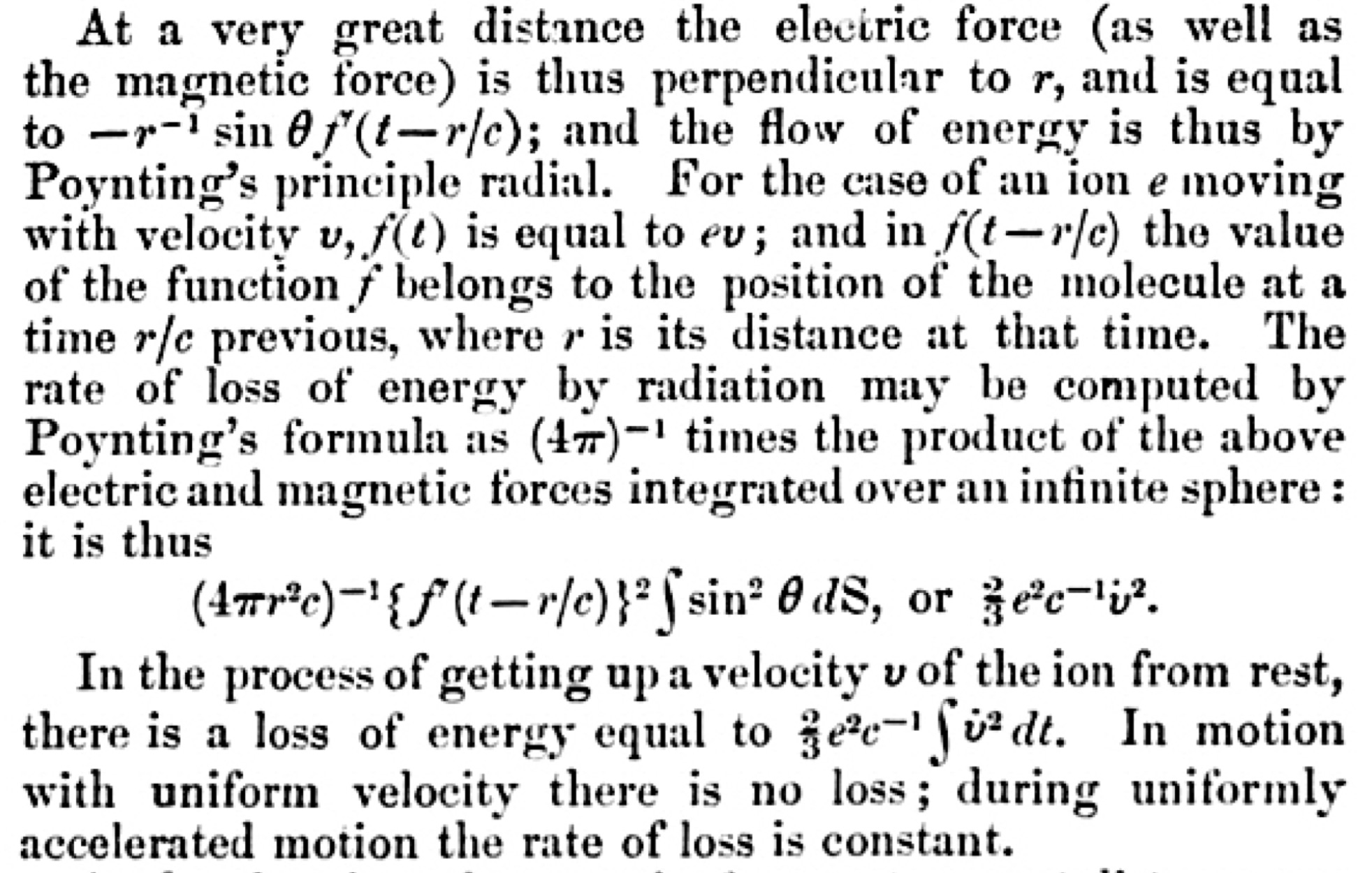
Extrait de l'article de Joseph Lamor où il établit cette formule

En physique, la formule de Larmor a été établie par Joseph Larmor en 1897, dans le contexte de la théorie ondulatoire de la lumière. Une particule chargée, accélérée émet des radiations sous forme d'ondes électromagnétiques. La puissance totale émise est donnée par l'expression suivante :
{\displaystyle P={\frac {2}{3}}{\frac {q^{2}}{4\pi \varepsilon _{0}c}}\left({\frac {a}{c}}\right)^{2}={\frac {q^{2}a^{2}}{6\pi \varepsilon _{0}c^{3}}}{\mbox{ (unités SI)}}}
{\displaystyle P={2 \over 3}{\frac {q^{2}a^{2}}{c^{3}}}{\mbox{ (unités CGS)}}}
où {\displaystyle a} est l'accélération, {\displaystyle q} la charge de la particule, {\displaystyle c} la célérité de la lumière dans le vide, et {\displaystyle \epsilon _{0}\simeq } 8,854 × 10−12 F m−1 est la permittivité du vide.
Cette formule n'est valable que pour des vitesses faibles devant celle de la lumière : la version relativiste de cette formule est celle de Liénard-Wiechert.